# Veii
Veii (Veio in het Italiaans) was in de Oudheid een Etruskische stad zo'n 18 kilometer ten noorden van Rome. De archeologische plaats ligt nu in beschermd natuurgebied, het Parco di Veio, dat in 1997 werd ingesteld door de regio Lazio.
Veii is waarschijnlijk ontstaan in de negende en achtste eeuw v.Chr. uit een samensmelting van enkele kleinere nederzettingen. Het vormde een voortdurende dreiging voor het zich ontwikkelende Rome, en andersom. Aan het begin van de vijfde eeuw v.Chr. kwam het tot een ernstig conflict toen de Romeinen volgens Veii zich te provocerend opstelden door een stelling dicht bij hun grondgebied te bouwen. In de daarop volgende slag was Veii overwinnaar en kon het Rome tot op enkele kilometers naderen.
Het tij keerde echter al snel en 406 v.Chr. begon Rome aan het beleg van Veii. Volgens de legende duurde het beleg 10 jaar en het werd volgens Titus Livius beëindigd door een list. Er werd een tunnel gegraven onder de muur van Veii en Romeinse indringers onder leiding van Marcus Furius Camillus wisten de verdedigers van Veii in de rug aan te vallen. Nadat ze de poorten hadden geopend lieten ze hun medeaanvallers binnen en veroverden ze de stad.
De behandeling door de Romeinen van de bewoners van Veii was genadeloos. Hun stad werd grotendeels verwoest en velen werden gedood. De rest werd als slaaf verkocht. Het ontvolkte gebied werd verdeeld onder de eigen Romeinse bevolking. Tijdens de regering van keizer Augustus werd Veii opnieuw gesticht als Romeinse kolonie. 
In het begin van de negentiende eeuw werden de resten van Veii ontdekt. Een aantal graven werd blootgelegd waaronder dat van Campana: waarschijnlijk het graf met het oudste fresco in Etrurië. In de twintigste eeuw werd de tempel van Portonaccio ontdekt met het beroemde terracotta beeld van de Apollo van Veii (soms Apollo van Vulca genaamd) en het beeld van de Moeder met kind.